# Cristești (Mureș)
Pour les articles homonymes, voir Cristești.
Cristești (Maroskeresztúr en hongrois, Kreuz en allemand) est une commune roumaine du județ de Mureș, dans la région historique de Transylvanie et dans la région de développement du Centre.

## Géographie
La commune de Cristești est située dans le centre du județ, sur la rive gauche du Mureș, sur le Plateau de Transylvanie (Podișul Transilvanei), à 5 km au sud-ouest de Târgu Mureș, le chef-lieu du județ, dont elle est une banlieue.
La municipalité est composée des deux villages suivants (population en 2002) :
- Cristești (4 618), siège de la municipalité ;
- Vălureni (937).

## Histoire
La première mention écrite du village date de 1332 sous le nom de Santa Cruce.
La commune de Cristești a appartenu au royaume de Hongrie, puis à l'empire d'Autriche et à l'Empire austro-hongrois.
En 1876, lors de la réorganisation administrative de la Transylvanie, elle a été rattachée au comitat de Maros-Torda.
La commune de Cristești a rejoint la Roumanie en 1920, au traité de Trianon, lors de la désagrégation de l'Autriche-Hongrie. Après le deuxième arbitrage de Vienne, elle a été de nouveau occupée par la Hongrie de 1940 à 1944, période durant laquelle la petite communauté juive fut exterminée par les nazis. Elle est redevenue roumaine en 1945.

## Politique
Le conseil municipal de Cristești compte 15 sièges de conseillers municipaux. À l'issue des élections municipales de juin 2008, Ioan Sânpălean (PSD) a été élu maire de la commune.
| Parti                                      | Nombre de conseillers |
| ------------------------------------------ | --------------------- |
| Union démocrate magyare de Roumanie (UDMR) | 7                     |
| Parti national libéral (PNL)               | 2                     |
| Parti démocrate-libéral (PD-L)             | 2                     |
| Parti social-démocrate (PSD)               | 2                     |
| Parti de la Grande Roumanie (PRM)          | 1                     |
| Parti civique hongrois (PCM)               | 1                     |

## Religions
En 2002, la composition religieuse de la commune était la suivante :
- Chrétiens orthodoxes, 44,98 % ;
- Réformés, 37,02 % ;
- Catholiques romains, 7,49 %
- Pentecôtistes, 2,09 %
- Adventistes du septième jour, 1,57 %.

## Démographie
En 1910, la commune comptait 363 Roumains (24,69 %) et 1 053 Hongrois (71,63 %).
En 1930, on recensait 461 Roumains (26,51 %), 1 164 Hongrois (66,94 %), 7 Juifs (0,70 %) et 104 Tsiganes (5,98 %).
En 2002, 2 421 Roumains (43,30 %) côtoient 2 767 Hongrois (49,49 %) et 395 Tsiganes (7,06 %). On comptait à cette date 1 920 ménages et 1 888 logements.
| 1850 | 1880 | 1900  | 1910  | 1930  | 1956  | 1977  | 1992  | 2002  |
| ---- | ---- | ----- | ----- | ----- | ----- | ----- | ----- | ----- |
| 764  | 963  | 1 380 | 1 470 | 1 739 | 1 982 | 4 960 | 5 622 | 5 591 |

| 2007  | - | - | - | - | - | - | - | - |
| ----- | - | - | - | - | - | - | - | - |
| 5 762 | - | - | - | - | - | - | - | - |

## Économie
L'économie de la commune repose sur l'agriculture et le commerce et elle est très dépendante de Târgu Mureș dont elle est très proche.

## Communications

### Routes
Cristești est traversée par la route nationale DN15 (Route européenne 60) qui relie Târgu Mureș avec Turda et Cluj-Napoca.